# 2010年5月

## 5月1日
- 2010年上海世界博覽會开幕。展期由5月1日至10月31日。[1]

## 5月2日
- 欧元区成员国和国际货币基金组织决定在未来三年内共同向希腊提供1100亿欧元的贷款，以帮助陷入债务危机的希腊渡过难关。新华网（页面存档备份，存于）新华网（页面存档备份，存于）
- 2010年福爾摩沙高速公路二次山崩事件。[來源請求]

## 5月3日
- 美国大陆航空公司和联合航空公司正式宣布达成了价值31.5亿美元的合并交易。新公司将成为美国最大的航空公司，其总部将设在芝加哥。新浪财经（页面存档备份，存于）
- 印度孟买特别法庭裁定2008年孟买恐怖袭击案唯一现场被活捉的疑犯穆罕默德·阿吉马·卡萨布的谋杀和对印度发动战争等罪名成立。新华网（页面存档备份，存于）
- 泰國總理阿披實提出包括計劃於11月14日舉行大選的「五點和解方案」，以解決國內的政治危機。

## 5月4日
- 中國外交部發言人姜瑜拒絕證實北韓國防委員會委員長金正日訪華的消息，並強調朝鮮半島無核化的主張。
- 美國當局對一名巴基斯坦裔美國公民提出起訴，指他較早前在紐約時代廣場放置汽車炸彈。BBC中文網（页面存档备份，存于）
- 阿根廷前总统内斯托尔·基什内尔当选为南美洲国家联盟的首任秘书长。新华网（页面存档备份，存于）
- 西班牙画家巴伯罗·毕加索创作的油画《裸体、绿叶和半身像》在美国纽约佳士得以1.064亿美元拍出，成为拍卖价格最昂贵的艺术品。华尔街日报（页面存档备份，存于）

## 5月5日
- 印尼財政部長斯里·穆里亞尼·英德拉瓦蒂獲委任為世界銀行行政總裁。金融時報（页面存档备份，存于）
- 希腊数万人举行罢工和示威抗议活动，以反对政府为应对经济危机而采取的严厉紧缩措施，抗议活动共造成3人死亡。新华网（页面存档备份，存于）

## 5月6日
- 迫于红衫军反政府集会的压力，泰国总理阿披实·威差奇瓦宣布将于9月解散国会下议院，并在11月举行议会选举。新华网 Archive.today的存檔，存档日期2013-04-28
- 毛里求斯总理纳文钱德拉·拉姆古兰率领的执政联盟在5日举行的议会选举中获胜，将连任总理。
- 互联网名称与数字地址分配机构准许埃及、沙烏地阿拉伯和阿联酋三国使用阿拉伯语的国家和地区顶级域名，这是首批获准使用的国际化国家和地区顶级域名的国家。新浪网（页面存档备份，存于）BBC中文网（页面存档备份，存于）
- 英國舉行下議院大選，結果保守黨獲得不過半的多數席次，英國也因此出現自1974年以來首次懸峙國會。[來源請求]
- 美國股市崩盤下跌998.50點,隨後反彈。收市跌347.8點。[來源請求]

## 5月7日
- 英國保守黨在前一天結束的大選中取得最多的議席，但肯定無法取得326席從而單獨組閣。英國也因此出現自1974年以來首次懸峙國會。英國廣播公司（页面存档备份，存于）
- 德国马克斯·普朗克进化人类学研究所科学家斯万特·帕博率领的研究团队发现尼安德特人曾和智人发生过小范围的交配。人民网（页面存档备份，存于）

## 5月8日
- 埃及商人穆罕默德·法耶茲以15亿英镑的价格将英国哈罗德百货公司出售给卡塔尔主权基金管理机构旗下的卡塔尔控股公司。BBC（页面存档备份，存于）新华网 Archive.today的存檔，存档日期2013-04-28
- 俄羅斯克麥羅沃州一個煤礦發生瓦斯爆炸，多達180人被困。俄新社（页面存档备份，存于）
- 發生葵盛東邨斬人事件，香港葵盛東邨一名患有精神病的男住客於邨內斬傷五人，其中兩人死亡。[來源請求]

## 5月9日
- 俄罗斯在首都莫斯科红场举行盛大阅兵式，庆祝苏联卫国战争胜利65周年。俄罗斯新闻网新华网（页面存档备份，存于）
- 切尔西足球俱乐部以1分优势力压曼彻斯特联足球俱乐部获得2009年至2010年英格兰超级联赛冠军。新华网

## 5月10日
- 总部位于法国巴黎的经济合作与发展组织宣布吸收爱沙尼亚、以色列和斯洛文尼亚三个国家为新成员，其成员数量增至34个。新华网 Archive.today的存檔，存档日期2013-04-28
- 欧盟、国际货币基金组织和主要西方经济体中央银行联手推出一套旨在维护欧洲和世界金融稳定的措施，包括设立一项高达7500亿欧元的危机应对基金。新华网 Archive.today的存檔，存档日期2013-04-28
- 菲律賓舉行總統選舉。結果自由黨的總統候選人小艾奎諾獲勝，將成為菲律賓的新任總統。[來源請求]
- 5月8日至5月10日—香港全體立法會議員（不包拮參與五區公投的五位）訪問上海，行程包括參觀2010年上海世界博覽會。[來源請求]

## 5月11日
- 英國保守黨和自民黨組成聯合政府，保守黨黨魁甘民樂成為1812年以來英國最年輕的首相。自民黨黨魁尼克·克萊格為副首相。英國廣播公司（页面存档备份，存于）
- 菲律宾自由党总统候选人贝尼尼奥·阿基诺三世在10日举行的总统选举中获胜，将成为新一任菲律宾总统。国际在线（页面存档备份，存于）
- 印度国际象棋大师维斯瓦纳坦·阿南德在国际象棋世界冠军赛中击败保加利亚国际象棋大师维塞林·托帕洛夫，成功卫冕世界冠军。搜狐（页面存档备份，存于）

## 5月12日
- 利比亚泛非航空公司一架A330客机在的黎波里国际机场降落时坠毁，机上103人死亡，仅1人幸存。新华网（页面存档备份，存于）
- 西班牙马德里竞技队在德国汉堡北方银行竞技场举行的2010年欧足联歐洲聯賽決賽中以2比1擊敗英格兰，奪得2009至2010赛季欧足联欧洲联赛冠軍。雅虎体育欧洲足联网站

## 5月14日
- 美国亞特蘭提斯號太空梭从佛罗里达州肯尼迪航天中心发射升空，运送俄罗斯黎明号试验舱前往国际空间站，这是亞特蘭提斯號太空梭最后一次航行。新华网 Archive.today的存檔，存档日期2013-04-28

## 5月15日
- 切尔西足球俱乐部在英国伦敦温布利球场举行的2010年英格兰足总杯决赛中击败朴茨茅斯足球俱乐部，获得冠军。人民网
- 在马来西亚吉隆坡举行的2010年汤姆斯杯和尤伯杯羽毛球赛中，韩国女队获得尤伯杯冠军。新华网（页面存档备份，存于）
- 奋进号航天飞机将执行第25次飞行任务（任务代号：STS-132），携带关键组件前往国际空间站，任务期15天，预计宇航员讲进行至少3次太空行走。[來源請求]

## 5月16日
- 香港舉行立法會地方選區補選，投票率僅17.1%。悉尼晨鋒報（页面存档备份，存于）華爾街日報（页面存档备份，存于）
- 出現月掩金星現象。
- 在马来西亚吉隆坡举行的2010年汤姆斯杯和尤伯杯羽毛球赛中，中国男队获得汤姆斯杯冠军。新华网（页面存档备份，存于）
- 国际米兰足球俱乐部获得2009年至2010年意大利足球甲级联赛冠军。中国网
- 巴塞罗那足球俱乐部获得2009年至2010年西班牙足球甲级联赛冠军。搜狐（页面存档备份，存于）
- 红牛车队的澳大利亚一级方程式赛车车手马克·韦伯在摩纳哥蒙特卡洛举行的2010年摩纳哥大奖赛中获得冠军。联合早报

## 5月17日
- 参加“五区总辞”的五名香港立法会泛民主派议员在16日举行的香港立法會地方選區補選中重新当选为议员。BBC（页面存档备份，存于）
- 葡萄牙总统阿尼巴尔·卡瓦科·席尔瓦决定签署议会通过的允许同性婚姻的法案，葡萄牙成为世界上第八个承认同性婚姻的国家。BBC（页面存档备份，存于）
- 伊朗与土耳其、巴西达成旨在解决伊朗核问题的核燃料交换协议，伊朗承诺将1200公斤纯度为3.5%的浓缩铀运到土耳其，以换取国际社会提供的120公斤纯度为20%的浓缩铀。新华网（页面存档备份，存于）

## 5月18日
- 德国金融监管局在波恩宣布，自本月19日开始，禁止对欧元区国家的国债以及部分金融机构股票等进行“裸空交易”。新华网 Archive.today的存檔，存档日期2013-04-28

## 5月19日
- 泰國军队在曼谷对举行反政府集会的“红衫军”展开清场行动，造成至少6人死亡，并迫使其主要领导人向警方自首。中央廣播電台路透（页面存档备份，存于）
- 法國巴黎現代藝術博物館的5幅分別出自畢加索、馬蒂斯、布拉克等名家的畫作失竊，估計總值5億歐元。衛報（页面存档备份，存于）

## 5月20日
- 南韓公佈天安號下沉調查報告，結果顯示，天安號是被一艘北韓潛艇發射魚雷所擊沈，不過北韓當局不但堅決否認，要派另一組人員深入調查，還揚言如果遭到制裁，將不惜發動全面戰爭。中國日報NOWNews（页面存档备份，存于）民視新聞網[]
- 辛西亞（Synthia）——美国生物学家克雷格·文特尔率领的研究团队首次合成一个由人造基因组控制，可以自行复制的人造细胞。华尔街日报
- 美国国会参议院以59票赞成39票反对的投票结果通过金融监管改革法案。这一表决结果意味着美国金融体系改革走出关键一步。新华网（页面存档备份，存于）
- 由Google發起，索尼、英特爾助陣，智慧電視預期將在全球造成風潮[2]。

## 5月21日
- 達賴喇嘛在紐約通過Twitter平台，回答了中國網民通過投票提出的九個問題。BBC（页面存档备份，存于）

## 5月22日
- 印度航空快運812號班機，一架從杜拜飛往印度的波音737客機，在當地時間早上6點半左右，降落時衝出跑道，起火燃燒，159人罹難、7人生還。CNN（页面存档备份，存于） BBC（页面存档备份，存于）
- 国际米兰足球俱乐部在西班牙马德里伯纳乌球场举行的2010年欧洲冠军联赛决赛中战胜拜仁慕尼黑足球俱乐部，获得冠军。新华网（页面存档备份，存于）

## 5月23日
- 第63届法国戛纳国际电影节颁奖典礼上，泰国导演韦拉斯哈古执导的电影《记忆前世的人》获得最佳影片金棕榈奖。BBC中文网（页面存档备份，存于）
- 日本首相鳩山由紀夫訪問沖繩，向知事仲井真弘多就無法讓普天間飛行場撤出當地表示歉意。自由時報

## 5月24日
- 第二轮中美战略与经济对话在北京人民大会堂开幕。中国国家主席胡锦涛特别代表国务院副总理王岐山和国务委员戴秉国与美国总统奥巴马特别代表国务卿希拉里·克林顿和财政部长蒂莫西·盖特纳共同主持对话。新华网（页面存档备份，存于）
- 韩国总统李明博就天安号警戒舰沉没事件对国民发表讲话，阐述韩国政府相关立场，要求朝鲜道歉，表示将禁止朝鲜船只进入韩国领海，中断韩朝贸易、合作与交流，并将与有关国家协商后把这一事件提交联合国安理会。新华网（页面存档备份，存于）

## 5月25日
- 天安號沉沒事件：北韓政府當日宣布，斷絕跟南韓的所有關係。開城工業園區八名南韓人員被逐。中央廣播電台[]新華社（页面存档备份，存于）
- 加拿大對北韓擊沉南韓天安艦事件作出反應，向外正式宣布，斷絕與北韓所有外交、經濟關係，並實施限制貿易等制裁舉動。

## 5月26日
- 美国国家航空航天局阿特兰蒂斯号航天飞机在佛罗里达州肯尼迪航天中心着陆，完成计划中的最后一次太空飞行。新华网 Archive.today的存檔，存档日期2013-04-28
- 台灣鴻海集團董事長郭台銘當日抵達深圳富士康龍華廠房，就年內十一宗自殺案探視。但當晚即出現第十二宗墜樓事件。
- 美国苹果公司的股票市值超过微软公司，成为全球股票市值最大的技术公司。新浪网（页面存档备份，存于）
- 世界自然保护联盟宣布，仅在马达加斯加存活的德氏小鸊鷉由于受到外来肉食性鱼类线鳢的入侵，以及人类设置的渔网摧残，已灭绝。自由电子报[]

## 5月27日
- 美国波士顿大学医学院的研究人员制造出可以干扰埃博拉病毒殖的试验性药物。新华网 Archive.today的存檔，存档日期2013-04-28

## 5月28日
- 印度纳萨尔派反政府武装在西孟加拉邦对一段铁轨实施破坏，导致一辆列车出轨，造成至少80人死亡。新华网（页面存档备份，存于）新华网（页面存档备份，存于）
- 台灣發生翁奇楠命案。[3]

## 5月29日
- 德国歌手莱娜·迈尔·兰德鲁特在挪威首都奥斯陆举行的2010年欧洲歌唱大赛中获得冠军。美国之音[永久]
- 左翼的捷克社会民主党在当天结束的捷克议会选举中获得最多的议席，但由于以公民民主党为首的中右翼政党累加议席更多，很有可能是中右翼政党组成联合政府。新华网
- 美國夏威夷州州長琳達·林格爾簽署第2169號法案，自明年7月1日起禁止研究外擁有、經銷、販賣魚翅及相關產品。美聯社 （页面存档备份，存于）

## 5月30日
- 由於不滿日本與美國達成的沖繩軍事基地遷移協議，日本社民黨宣佈退出由首相鳩山由紀夫領導的聯合政府。中央廣播電台[]
- 中国男队在俄罗斯莫斯科举行的第50届世界乒乓球锦标赛团体赛中获得男子团体冠军，新加坡女队获得女子团体冠军。新华网（页面存档备份，存于）新华网（页面存档备份，存于）

## 5月31日
- 德國總統霍斯特·克勒宣布辭職，原因是他近日有关聯邦國防軍在阿富汗使命的言論受到猛烈抨击。中新网（页面存档备份，存于）
- 以色列军队在地中海拦截一支前往巴勒斯坦加沙地带的国际人道救援船队时发生冲突，造成船队10多人死亡。新华网（页面存档备份，存于）